# Grande muraille de sable

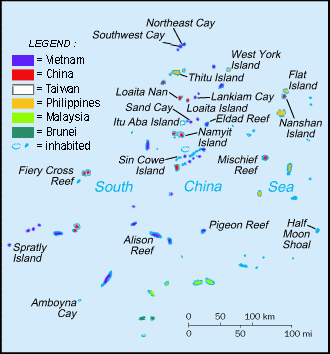
Carte des occupations militaires des îles Spratleys en 2009.

La « grande muraille de sable » est une expression sarcastique désignant la politique agressive de la République populaire de Chine en mer de Chine méridionale, à partir de 2014, de créations de terre-pleins sur plusieurs îles de l'archipel des Paracels et la construction de 7 îles artificielles sur plusieurs récifs de l'archipel des îles Spratleys au prix d'une catastrophe environnementale,,.
La surface des îles artificielles atteignait 8,1 km2 début 2015,
et 13,5 km2 en juin 2015.
Les récifs concernés sont principalement le récif Mischief, le récif de Fiery Cross, les récifs de Gaven, le récif de Cuarteron, le récif de Hughes, le récif de Subi et le récif de Johnson du Sud.
Cette opération, qui permet à la Chine de renforcer ses revendications de souveraineté dans la région délimitée par ligne en neuf traits, a aggravé la tension dans le cadre du conflit en mer de Chine méridionale.

## Origine du terme
Cette expression qui n'est pas officielle a été prononcée publiquement pour la première fois par l'amiral Harry B. Harris Jr. (en), commandant la flotte du Pacifique des États-Unis le 31 mars 2015. 

Dans son discours prononcé à l’Institut australien de Stratégie politique, l’amiral met en avant l’inquiétante construction d’îles artificielles et son ampleur démesurée ; pourtant seul 1/3 des remblais avait été effectué. Il souligne que cette construction est un désastre écologique où la Chine détruit en quelques mois ce que la nature a bâti en plusieurs millions d'années. L’attitude de la Chine laisse penser que le but n’est pas du tout celui annoncé (aide à la pêche et à la navigation) :

« Les revendications rivales de plusieurs pays de la mer de Chine méridionale accroissent le risque d'erreurs. Mais le remblaiement sans précédent de terres que la Chine est en train de réaliser suscite vraiment beaucoup d'inquiétude ici et maintenant. La Chine construit des terres artificielles en pompant du sable sur des récifs coralliens vivants – dont certains étaient sous le niveau de la mer - puis en les recouvrant de béton. La Chine a maintenant créé plus de quatre kilomètres carrés de terres artificielles, soit à peu près la taille de la réserve naturelle Black Mountain de Canberra.
La région Indo-Asie-Pacifique est connue pour sa mosaïque d'îles naturelles incroyablement belles, des Maldives aux Andamans, de l'Indonésie et de la Malaisie à la Grande Barrière de Corail et à Tahiti. Et j'ai vécu dans les merveilleuses îles hawaïennes, l'une des merveilles de la nature, une géographie magnifique formée par des millions d'années d'activité volcanique.
Bien au contraire, au fil des mois, la Chine est en train de créer une grande muraille de sable avec des dragues et des bulldozers. Quand on regarde l'ensemble des actions provocatrices de la Chine vers les petits États concurrents - le manque de clarté de son écrasante revendication par cette ligne en neuf traits qui est incompatible avec le droit international et la profonde asymétrie entre les capacités de la Chine et celles de ses voisins plus petits. Bien ! Ce n'est pas surprenant que l'ampleur et le rythme de la construction d'îles artificielles soulèvent de sérieuses questions sur les intentions chinoises. »

D'après des sources chinoises, une autre "Grande Muraille", celle-ci emphatique et qui a peu de chose en commun avec l'actuelle,  a été introduite par des publications cartographiques nord-vietnamiennes en 1972 décrivant les deux archipels des Paracels et des Spratleys, l'île de Hainan, Taiwan et les Îles Pescadores et Zhoushan comme « ayant la forme d'un arc constituant une Grande Muraille protégeant la Chine continentale »

## Finalité des aménagements

### Enjeu maritime
La Chine affirme que ces aménagements sont destinés à « améliorer les conditions de vie et de travail du personnel stationné sur ces îles »,
et que « la Chine souhaite ainsi offrir des abris portuaires, des aides à la navigation, des prévisions météorologiques et une assistance à la pêche maritime aux bateaux des différentes nationalités qui opèrent dans la région ». De plus, la transformation des écueils actuels en véritables îles au sens propre du terme, permettrait à la Chine d'appuyer la revendication d'une Zone Économique Exclusive et d'asseoir sa souveraineté sur la zone actuellement disputée. 

### Enjeu stratégique
Plus de la moitié du tonnage marchand maritime passe à travers le détroit de Malacca, le détroit de la Sonde et le détroit de Lombok, la majorité poursuivant par un transit à travers la mer de Chine méridionale. Le trafic pétrolier en mer de Chine méridionale est plus de trois fois celui qui transite dans le canal de Suez, et plus de cinq fois celui du Canal de Panama.
La Chine revendique la souveraineté sur toute cette région.

### Enjeu militaire
Pour l'analyste de défense Jane's, il s'agit d'une « opération méthodique et bien planifiée visant à créer une chaîne de forteresses aériennes et maritimes ».
La Chine a fait de la conquête de la mer de Chine Méridionale une priorité nationale. Dans les années 80, la Chine a développé une puissante flotte de sous-marins nucléaires. La côte Est s’est révélée peu propice aux activités des sous-marins nucléaires lanceurs d’engins : Mer peu profonde, en face d’alliés des Etats Unis (Corée du Sud, Japon, Taïwan). La Chine a construit au sud de la côte ouest de l’île de Hainan, une immense base souterraine pouvant abriter une vingtaine de sous-marins dans des grottes artificielles. Elle voisine Sanya, la station balnéaire. Pour sécuriser cette base de sous-marins de Hainan et cacher ses sous-marins nucléaires lanceurs d’engins en mer de Chine Méridionale, la Chine doit contrôler le « triangle de fer » que forment les deux archipels des Paracel et des Spratly avec le récif de Scarborough.

## Construction des îles

### Aménagements desParacelset desSpratleys
Fin 2013, la République populaire de Chine a commencé d'énormes travaux de construction d'îles.
D'autres pays riverains ont entrepris des opérations similaires sur une échelle bien moindre.
Courant 2015, le Pentagone a estimé que le terrain artificiel créé était de 2,900 acres (1 acre = 4047 m²) pour la Chine, 80 acres pour le Vietnam, 70 acres pour la Malaisie, 14 acres pour les Philippines et 8 acres pour Taiwan.

### Technique de construction
Ces nouvelles îles sont construites sur des récifs qui étaient auparavant 1m sous le niveau de la mer. Pour remblayer ces sept îles artificielles, d'une surface totale de 13,5 km2 (13,5 millions de m2) sur une hauteur de quelques mètres, la Chine a dû détruire le volume équivalent de récifs environnants et pomper, notamment à l'aide de la drague foreuse géante Tian Jing Hao, un volume de sable et de coraux de 40 ou 50 millions de m3, occasionnant des dégâts considérables et irréversibles à l’environnement.
La Chine a utilisé des centaines de dragues et de barges dont une drague aspiratrice autopropulsée géante. Construite en 2009 en Chine, la drague, Tian Jing Hao, longue de 127 m, a été conçue par la société d'ingénierie allemande Vosta LMG. Avec une capacité de draguage de 4 500 m3/h, elle est créditée d'être la plus grande d'Asie. Elle a été exploitée par l'entreprise étatique CCCC Tianjin Dredging Co sur le Cuarteron Reef, les recifs Gaven Reef, et sur les 2 roches de Fiery Cross Reef.

### Aménagement des îles
La Chine a commencé à équiper ses nouvelles îles en armement lourd tel des batteries de missiles antinavires et des stations radars. À partir de ces nouvelles bases militaires construites sur ses îles artificielles, les forces armées chinoises ont plusieurs fois menacé les bateaux et avions croisant aux environs,.
Les aménagements de ces bases militaires comprennent des digues protégeant un port en eaux profondes, des baraquements, et pour certains une piste d'atterrissage, comme sur le Fiery Cross Reef,
ou sur le Johnson South Reef.

### Impact environnemental
L'opération a fait l'objet de protestations quant aux dégâts environnementaux susceptibles d'être infligés au fragile écosystème récifal, du fait de la destruction de leur habitat, de la pollution, et de l'interruption des routes migratoires

## Bases construites
1. Dans les Paracels importants travaux d’augmentation de la surface des îles et construction de quatre bases militaires : 
  - île de Yongxing (île Woody) : un aéroport militaire avec une piste d'atterrissage longue de 3 km a été construit ;
  - Îles de Tree Island et North Island dans les îles Amphitrite ;
  - Duncan, dans les îles du Croissant.
2. Dans les eaux internationales de l'archipel des Spratleys, construction de quatre bases militaires sur des îles artificielles : 
  - Fiery Cross Reef (2,74 km2)[26], aéroport de 3 200 m achevé en janvier 2016 ;
  - Subi Reef (3,95 km2)[26], aéroport en construction ;
  - Cuarton Reef (0,231 km2)[26] ;
  - Gaven Reef (0,136 km2)[26].
3. Construction de trois bases militaires sur des îles artificielles dans la zone économique exclusive revendiquée par les Philippines. Activité présumée illégale, car la construction d'îles artificielles nécessite l'accord du pays propriétaire de la ZEE : 
  - Mischief Reef (5,58 km2)[26], aéroport en construction ;
  - Johnson South Reef (0,109 km2)[26] ;
  - Hughes Reef (0,76 km2)[26].
4. Dans le nord-ouest de la zone économique exclusive revendiquée par les Philippines : depuis 2012, à la suite d'une opération militaire, la Chine limite l’accès au récif de Scarborough. Depuis 2014, l'armée chinoise en interdit l'approche et asperge les bateaux philippins à l'aide de puissants canons à eau. En 2016, la RPC semble préparer la construction d'une île artificielle sur ce récif.

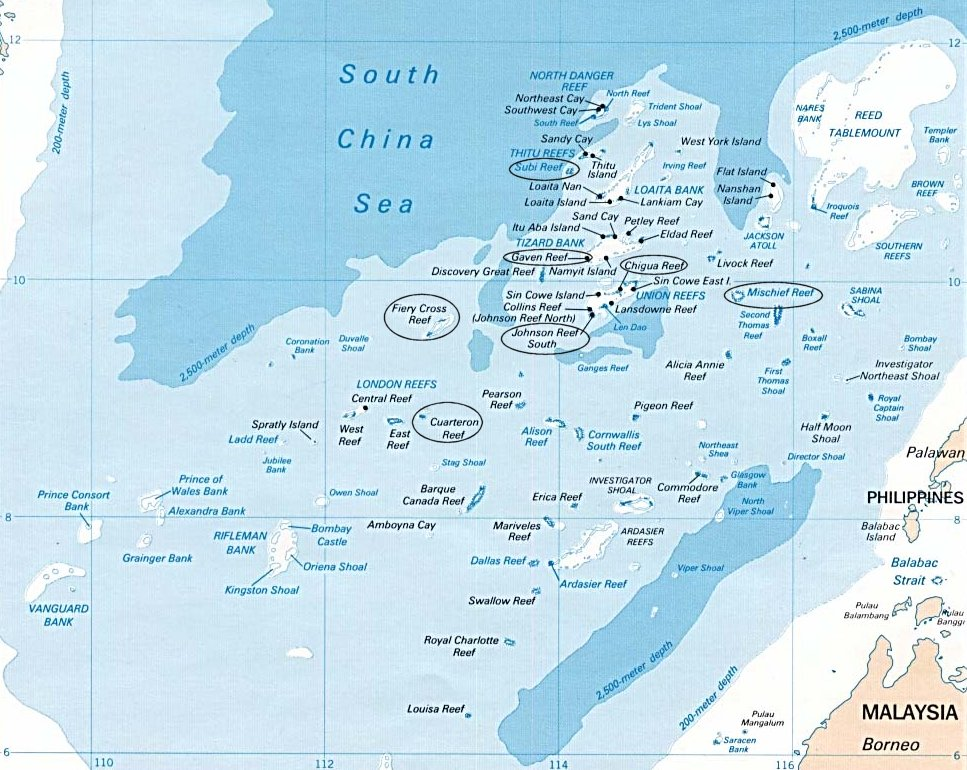
Carte montrant l'emplacement des 7 îles artificielles de la RPC. Les récifs marqués en bleu sont sous le niveau de la mer, tel Subi Reef et Mischief Reef. (Le site marqué par erreur "Chigua Reef" est, en fait, le récif Hughes Reef.)

## Plainte des Philippines
Le président des Philippines Benigno Aquino III a comparé le comportement des Chinois à l'annexion des Sudètes par les Nazis allemands et a porté le cas devant la Cour permanente d'arbitrage (CPA), siégeant aux Pays-Bas.
Article détaillé : Philippines contre Chine (en).
La CPA a rendu sa sentence le 12 juillet 2016 et déclare « qu'il n'y a aucun fondement juridique pour que la Chine revendique des droits historiques sur des ressources dans les zones maritimes à l'intérieur de la ligne en neuf traits ». La Chine a refusé de se soumettre au jugement.

### Articles connexes

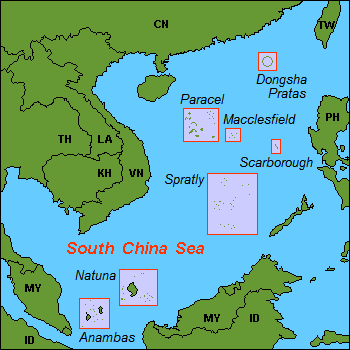
Ensembles de la mer de Chine méridionale